# 多替拉韋/拉米夫定/替諾福韋
多替拉韋/拉米夫定/替諾福韋 (英語：Dolutegravir/Lamivudine/Tenofovir，簡寫：DTG/3TC/TDF) 是一種複方抗反轉錄病毒藥物，用於治療愛滋病。其中多替拉韋是一種整合酶抑制劑，能有效阻斷愛滋病毒基因整合到宿主細胞的DNA中，而抑制病毒複製，拉米夫定屬於核苷酸反轉錄酶抑制劑，通過模仿細胞內的核苷，干擾病毒的DNA合成，替諾福韋二吡呋酯也是一種核苷酸反轉錄酶抑制劑，能進一步阻斷病毒增殖。截至2019年，它以被世界衛生組織（WHO）列為罹患愛滋病成人患者的第一線治療藥物。多替拉韋/拉米夫定/替諾福韋與傳統的複方藥依法韋侖/拉米夫定/替諾福韋相比具有更低的副作用發生率，且對肝腎功能的影響較小，因此更適合長期服用。
此藥物通常以口服片劑的形式給藥，患者只需每天服用一次即可達到治療效果。
使用後的副作用有失眠、體重增加和皮疹。雖然有人擔心個體於懷孕期間使用會導致胎兒導致神經管缺陷風險增加0.2%，然而這並不表示不能使用，醫生會根據患者的個別情況，評估利弊後做出決定。但仍建議個體在懷孕前三個月之後使用。不建議有腎臟問題的人使用。此複方劑是一種抗反轉錄病毒類藥物。
此藥物已被列入世界衛生組織基本藥物標準清單之中。在一些國家，有其通用名藥物流通。截至2019年，該藥物已在美國獲得初步批准，全面批准尚待多替拉韋 (商品名：Tivicay，特威凱) 和替諾福韋二吡呋酯 (商品名：Viread) 的專利到期。

## 醫療用途
截至2019年，此藥物被WHO列為治療成人愛滋病患者的第一線治療藥物，而依法韋侖/拉米夫定/替諾福韋是其替代藥物。此藥物可用於同時患有愛滋病和結核病的人，但是如果患者正在使用利福平，則需要將多替拉韋的劑量加大。

## 副作用
使用多替拉韋/拉米夫定/替諾福韋的副作用有失眠和體重增加。雖然有人擔心個體於懷孕期間使用會導致胎兒神經管缺陷的風險增加0.2%，然而這並不表示不能使用，醫生會根據患者的個別情況，評估利弊後做出決定。但仍建議個體在懷孕前三個月後使用。不建議有腎臟問題的人使用。它不應與抗心律不整藥多非利特一起使用。
由於藥物三種成分中的多替拉韋對同時感染B型肝炎或C型肝炎的患者可能會導致過敏反應和肝功能異常，美國食品藥物管理局（FDA）要求在開立處方說明中加上黑框警告，提醒醫療衛生提供者密切監測這些患者的肝功能，並在適當的情況下啟動抗肝炎治療。

## 特定群體

### 懷孕
由於多替拉韋有輕微導致神經管缺陷的風險，建議個體在懷孕初期（從受孕到第一孕期）考慮使用替代藥物治療。

### 母乳哺育
由於母體感染愛滋病毒，不建議母乳哺育，避免病毒傳播。

### 具生育潛力的女性和男性
建議具有生育潛力的青少年和成人中進行懷孕檢測和避孕。

### 兒童
不建議用於體重低於35公斤的患者。
此外，對於肌酸酐清除率低於50毫升/分鐘或需要透析的終末期腎病患者，也不建議使用。

## 社會與文化

### 經濟學
多替拉韋/拉米夫定/替諾福韋在開發中國家中，每年的使用費用約為75美元。這種可負擔的藥物價格是由於抗擊愛滋病、結核病和瘧疾全球基金運用聯合採購機制而得的成果。截至2019年，與同樣是抗反轉錄病毒藥物的替諾福韋/拉米夫定/依法韋倫相比，前者被認為更具成本效益。

## 外部連結
- . Drug Information Portal. U.S. National Library of Medicine.   [2024-10-23]. （原始内容存档于2021-05-19）.
- . Drug Information Portal. U.S. National Library of Medicine.   [2024-10-23]. （原始内容存档于2020-04-17）.
- . Drug Information Portal. U.S. National Library of Medicine.   [2024-10-23]. （原始内容存档于2020-01-25）.
- . Drug Information Portal. U.S. National Library of Medicine.   [2024-10-23]. （原始内容存档于2019-06-28）.